# 三沙市综合执法1号
三沙市综合执法1号，原名中國海警3210或者中國漁政310，由701所上海分所设计，广东湛江海滨船厂建造。2010年3月6日上午在粤西湛江海滨船厂下水，7月试航，11月正式投入使用，是中國南海渔政船队的旗舰。同時也是有武裝機關砲的中國2000噸級以上執法公務船。2015交给三沙城管

## 概况
中國漁政310的总吨位为2,580吨，长108米，宽14米。最大时速22海里，持續航行力達6,000海里，可以持續航行60晝夜。可以在海上抵抗12级风浪，並且駛往无限航区。配备有两架船载直-9A型直升机。舰载56人。
渔政310的任务是南中国海的护渔护航以及中国专属经济区的巡航管理。 据报道，渔政310在前往钓鱼岛海域巡航的途中，與日本海上保安廳船隻PLH21和PL65有接觸。
2010年11月，漁政310船首航，隨即奔赴釣魚島海域開展漁政巡航執法管理；2012年2月至3月期間，漁政310船完成了該年度的首次南海巡航執法任務。
2012年4月20日，漁政310船奔赴黄岩岛海域開展漁政巡航執法管理；进行保护渔民，了解生产情况，并观察海域。替代之前的中国渔政303船。在此之前中国与菲律宾已在此海域对峙10天。
2013年6月14日，漁政310更改舷號為中國海警3210，以中國海警局名義正式開始武裝執法。
2015年, 中国海警3210更名为三沙市综合执法1号并且调了去三沙城管。